# Jagiele
Jagiele (deutsch Jaggeln, 1938 bis 1945 Kleinzedmar) ist ein Dorf in der polnischen Woiwodschaft Ermland-Masuren, das zur Landgemeinde Banie Mazurskie (Benkheim) im Powiat Gołdapski (Kreis Goldap) gehört.

## Geographische Lage
Jagiele liegt nordöstlich des Jezioro Jagielskie (Jaggelner See, Zedmarsee) im Nordosten der Woiwodschaft Ermland-Masuren, nur einen Kilometer südlich der polnisch-russischen Staatsgrenze. Bis zur Kreisstadt Gołdap (Goldap) sind es 14 Kilometer in östlicher Richtung, während die frühere und heute auf russischem Staatsgebiet gelegene Kreishauptstadt Darkehmen (1938 bis 1946 Angerapp, russisch Osjorsk) zehn Kilometer in nördlicher Richtung entfernt ist.

## Geschichte
In seiner Geschichte fand das früher Gagelley genannte Dorf verschiedene Namensformen: Gagallen (vor 1564), Gagellen (vor 1591), Jagglen (nach 1736), Jaglen (nach 1785) und Jaggeln (bis 1938). Noch 1945 bestand der Ort aus mehreren verstreut liegenden kleinen Höfen und Gehöften.
Von 1874 bis 1945 war Jaggeln in den Amtsbezirk Ballupönen (polnisch Stare Gajdzie) eingegliedert, der – 1939 in „Amtsbezirk Schanzenhöh“ umbenannt – zum Kreis Darkehmen (1939 bis 1945: „Landkreis Angerapp“) im Regierungsbezirk Gumbinnen der preußischen Provinz Ostpreußen gehörte.
Im Jahre 1910 waren 84 Einwohner in Jaggeln registriert. Ihre Zahl steigerte sich bis 1925 auf 100, verringerte sich bis 1933 auf 83 und betrug 1939 noch 69.
Am 3. Juni 1938 erhielt Jaggeln aus politisch-ideologischen Gründen der Abwehr fremdländisch klingender Ortsnamen die Umbenennung in „Kleinzedmar“. 1945 kam der Ort in Kriegsfolge mit dem südlichen Ostpreußen zu Polen und heißt seitdem „Jagiele“. Heute ist er Sitz eines Schulzenamtes (polnisch Sołectwo), in das neben Jagiele auch Kruki (Krugken, 1938 bis 1945 Krucken) einbezogen ist. Jagiele ist außerdem ein Ortsteil der Landgemeinde Banie Mazurskie im Powiat Gołdapski, vor 1998 zur Woiwodschaft Suwałki, seither zur Woiwodschaft Ermland-Masuren gehörig.

## Religionen
Jaggeln war vor 1945 in die evangelische Kirche Klein Szabienen/Schabienen (1938 bis 1945 Kleinlautersee, polnisch Żabin) im  Kirchenkreis Darkehmen/Angerapp in der Kirchenprovinz Ostpreußen in der Kirche der Altpreußischen Union bzw. in die katholische Pfarrkirche in Goldap im Dekanat Masuren II (Sitz: Johannisburg, polnisch Pisz) im Bistum Ermland eingepfarrt.
Heute gehört Jagiele zur katholischen Pfarrei in Żabin im Dekanat Gołdap im Bistum Ełk der Römisch-katholischen Kirche in Polen bzw. zur Kirche in Gołdap, einer Filialkirche der Pfarrei Suwałki in der Diözese Masuren der Evangelisch-Augsburgischen Kirche in Polen.

## Verkehr
Jagiele liegt ein wenig abseits im polnisch-russischen Grenzgebiet an einer wenig befahrenen Nebenstraße, die Mażucie (Masutschen, 1938 bis 1945 Oberhofen) und Obszarniki (Abschermeningken, 1938 bis 1945 Almental) mit Żabin (Klein Szabienen/Schabienen, 1938 bis 1945 Kleinlautersee) verbindet. In Jagiele endet eine von Rogale (Rogahlen, 1938 bis 1945 Gahlen) kommende Nebenstraße, die vor 1945 bis zu dem heute in der russischen Oblast Kaliningrad liegenden Dorf Jodszinn/Jodschinn (1938 bis 1946 Sausreppen, russisch Tschistopolje) führte. 